# Pascual Veiga

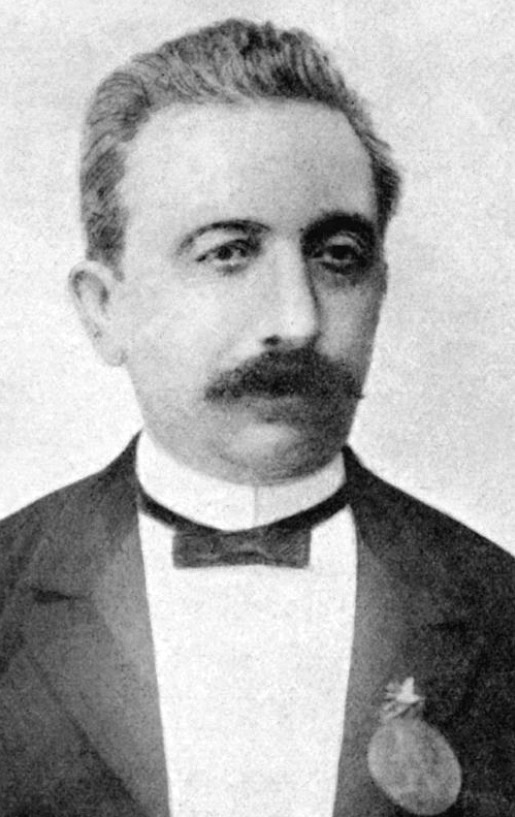
Pascual Veiga

Pascual Veiga Iglesias (Mondoñedo, 9 de abril de 1842 - Madrid, 12 de julho de 1906), foi um musico, compositor, organista e diretor de orfeões galego-espanhol. Autor da Alborada Gallega, também conhecida como Alborada de Veiga e da música do hino da Galiza.

## Biografia

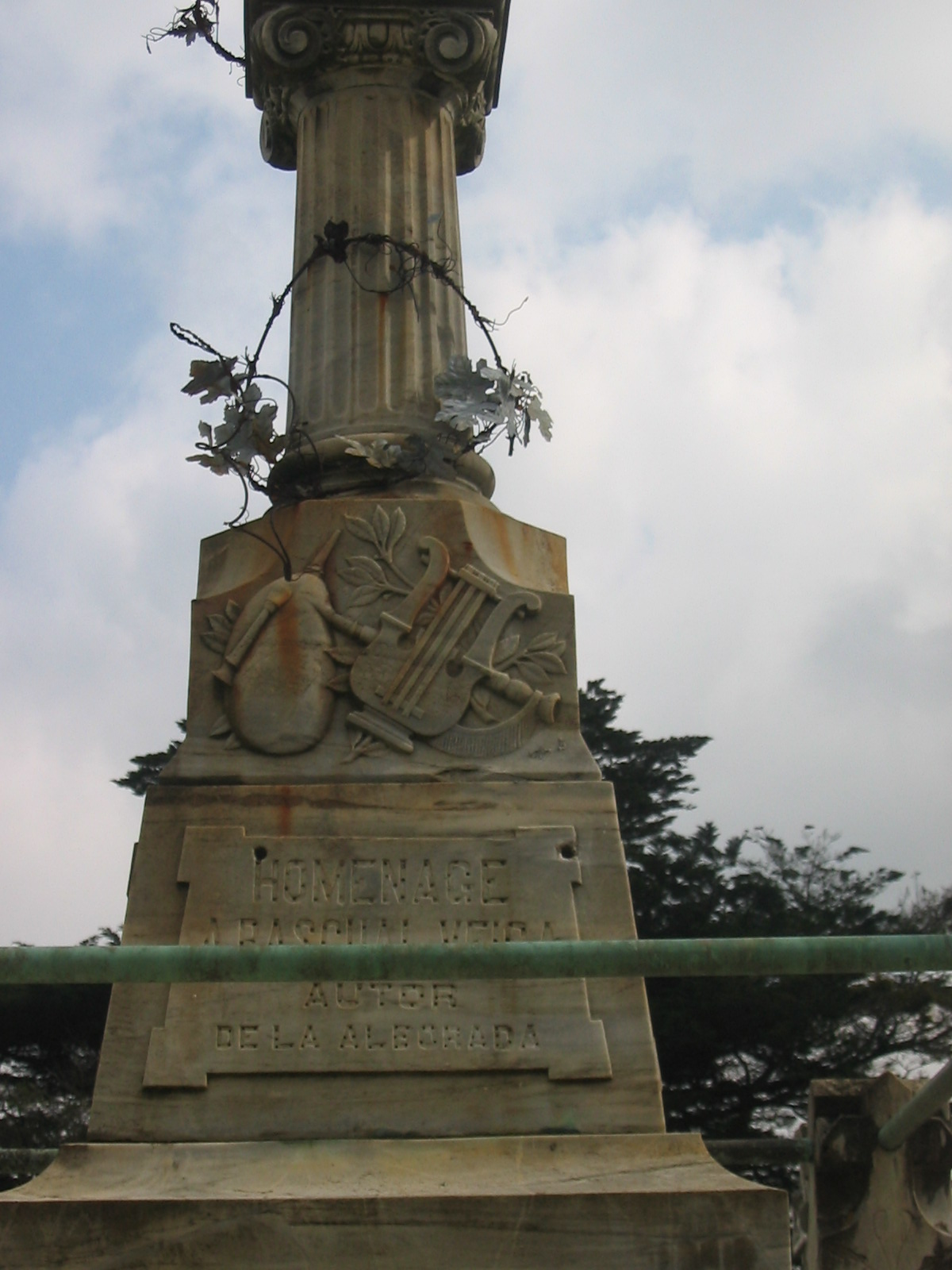
Sepultura no antigo cemitério de Mondoñedo

Veiga começou seus estudos musicais desde criança no coro da Catedral Mindoniense. Com treze anos começou a ensinar solfejo na capela da catedral, e posteriormente harmonia.
Em 1864 mudou-se para a Corunha e ocupou o cargo de organista da Igreja de Nossa Senhora do Campo. Em 1865 foi nomeado vicepresidente da Seção de Música da Sociedade Fraternidade Juvenil. A sua dedicação a música levou-o a ganhar um prêmio em 1877 com o Orfeão Bragantino, que abandonou um ano mais tarde para fundar o Orfeão Corunhês. Em 1880 foi convidado pela Sociedade dos Jogos Florais de Pontevedra, e estréia a que seria sua obra mais emblemática, a Alborada Gallega. Dois anos depois fundou El Nuevo Orfeón, que em pouco tempo ficou conhecido como Orfeón el Eco, e que perdura na atualidade.
Em 1889 funda o chamado Orfeão Corunhês Número 4, grupo com o qual ganha a medalha de ouro e as Palmas Acadêmicas durante a Exposição Universal de Paris de 1889.
Em 1896 já estava vivendo em Madri, onde trabalha como diretor do Centro Galego e do Orfeão Matritense, ao mesmo tempo que desenvolve o ensino no Conservatório Nacional de Música. Também foi organista da Igreja de São Domingos de Betanzos e da Colegiada da Corunha.

## Morte e acontecimentos póstumos
Morreu em 1906 na cidade de Madri, e em 1912 seus restos mortais foram transferidos para Mondoñedo para ser enterrado num mausoléu dedicado pelos seus admiradores e amigos. Seis meses após sua morte, ocorre no Gran Teatro do Centro Galego da Havana a estréia d'Os Pinos, poema de Eduardo Pondal posto na música por Veiga, que tempo depois foi considerado o hino da Galiza.
Seu filho José Adolfo Veiga Paradís foi também compositor.